# Matalaränni
Matalaränni är en ö i Finland. Den ligger i Bottenhavet och i kommunen Nystad i den ekonomiska regionen  Nystadsregionen i landskapet Egentliga Finland, i den sydvästra delen av landet. Ön ligger omkring 80 kilometer nordväst om Åbo och omkring 230 kilometer väster om Helsingfors.
Öns area är 2 hektar och dess största längd är 200 meter i öst-västlig riktning.